# 2016년 정동진독립영화제
제18회 정동진독립영화제는 2016년 8월 5일에 열린 시상식이다.

## 수상 및 후보

### 땡그랑동전상
- 못, 함께하는 - 이나연 수상
- 최고의 감독 - 문소리 수상
- 수요기도회 - 김인선 수상

### 섹션1
- 어릿광대 매우 매우씨 - 이문주
- 맨업 - 임지환
- 병구 - 형슬우
- 못, 함께하는 - 이나연
- 진주머리방 - 강유가람

### 섹션2
- 붉은 실 이야기 - 최진솔
- FLY TO THE SKY - 이옥섭 외 1명
- 새들이 돌아오는 시간 - 정승오
- 최고의 감독 - 문소리

### 섹션3
- 자전거 - 박성진
- 천막 - 이란희
- 피아노와 아이 - 이현미
- 송곳니 - 신종훈

### 섹션4
- 자물쇠 따는 방법 - 김광빈
- 고양이춤 - 민용근
- 수요기도회 - 김인선
- 할미 - 홍애진

### 섹션5
- 그녀의 전설 - 김태용
- 은하비디오 - 김현정
- 중급불어 - 이안
- 청춘의 눈물 - 김주은
- 서울누나 - 한동혁

### 섹션6
- 소년, 달리다 - 강석필